# Waterloo (chanson)
Pour les articles homonymes, voir Waterloo (homonymie).
Singles de ABBA
Nina, Pretty Ballerina (en)
(1973) Honey, Honey
(1974)
Pistes de Waterloo
Sitting in the Palmtree
Waterloo est une chanson d'ABBA sortie en 1974. Il s'agit du premier single tiré de leur second album, également intitulé Waterloo.
C'est avec cette chanson qu'ABBA remporte le Concours Eurovision de la chanson, le 6 avril de la même année, marquant la première victoire de la Suède à ce concours, après avoir remporté (avec la version en suédois) le concours suédois de présélection Melodifestivalen de 1974, ainsi que la première victoire d'une chanson interprétée dans une autre langue que celles du pays. Le single constitue le premier no 1 du groupe dans plusieurs pays, notamment au Royaume-Uni et en Allemagne ; il entre également dans le Top 10 aux États-Unis. En 2005, lors de l'émission spéciale Congratulations : 50 ans du Concours Eurovision de la chanson, elle a été élue meilleure chanson à avoir jamais été présentée au concours. 
La chanson existe en suédois et en anglais, mais aussi en allemand et en français.
Le texte évoque une reddition, à l'instar de Napoléon lors de la bataille de Waterloo, de son interprète à son soupirant. La chanson se conclut par « And now it seems my only chance is giving up the fight (…) I feel like I win when I lose » (« Il semble que maintenant ma seule chance soit d'abandonner le combat (…) Je pense que je gagne lorsque je perds »).

## Contexte
Waterloo a été écrite spécifiquement pour être présentée au Concours Eurovision de la chanson 1974;  ce qui a permis à juste titre pendant la finale du concours, de pouvoir introduire une nouvelle règle qu'ABBA a compris afin de chanter Waterloo dans la version anglaise alors qu'auparavant au début de la compétition, ce dernier avait présenté une version suédoise, après que le groupe ait terminé troisième avec Ring Ring l'année précédente lors du concours suédois de présélection, Melodifestivalen 1973 .
Le titre original de la chanson était Honey Pie. Waterloo a été écrite à l'origine avec des rythmes simultanés de rock et de jazz (ce qui est inhabituel pour une chanson d'ABBA).
L'enregistrement de la chanson a commencé le 17 décembre 1973, avec le soutien instrumental de Janne Schaffer (qui a créé les principales parties de guitare et de basse), Rutger Gunnarsson et Ola Brunkert. Le style de production de la chanson a été influencé par le « mur de son » de Phil Spector : avant d'enregistrer Ring Ring, l'ingénieur Michael B. Tretow avait lu le livre de Richard Williams intitulé Out of His Head: The Sound of Phil Spector, ce qui l'a incité à superposer de nombreux effets instrumentaux sur les enregistrements du groupe, devenant ainsi une partie intégrante du son d'ABBA. En outre, ABBA avait initialement cité la chanson See My Baby Jive, du groupe anglais de glam rock Wizzard, comme une influence majeure – elle a été produite dans le même style. À la suite de leur victoire à l'Eurovision, ils auraient déclaré qu'ils ne seraient pas surpris si des artistes tels que Wizzard envisageaient de participer à l'Eurovision à l'avenir,.
Par la suite, des versions en allemand et en français ont été enregistrées en mars et avril 1974 respectivement : la version française a été adaptée par Alain Boublil.

## À l'Eurovision
Chansons représentant la Suède au Concours Eurovision de la chanson
You're Summer
(1973) Jennie, Jennie
(1975)
Chansons ayant remporté le Concours Eurovision de la chanson
 Tu te reconnaîtras
(1973)  Ding-A-Dong
(1975)

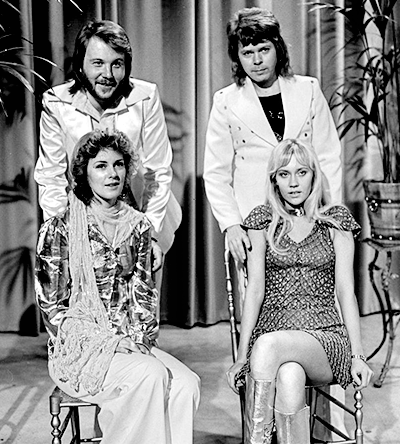
ABBA en avril 1974.

Initialement, le groupe envisage de présenter une autre chanson à l'Eurovision, Hasta Mañana, mais a opté pour Waterloo car elle mettent avant les deux chanteuses principales Agnetha Fältskog et Anni-Frid Lyngstad, alors que Hasta Mañana n'était chantée que par Fältskog.
ABBA a interprété la chanson au Melodifestivalen 1974 en février dans sa version suédoise. La chanson a gagné et s'est par conséquent qualifiée pour l'Eurovision.
À l'Eurovision, elle est intégralement interprétée en anglais et non en suédois, le choix de la langue à l'Eurovision étant libre entre 1973 et 1976. Il s'agit de la première chanson interprétée dans une autre langue que celles du pays pour laquelle elle concourt à remporter l'Eurovision.
La chanson se distinguait de la tradition des ballades du Concours Eurovision de la chanson par sa sonorité et son rythme, ainsi que par son interprétation. ABBA a offert au public quelque chose qui avait rarement été vu auparavant en Eurovision : des costumes voyants (y compris des bottes à semelles compensées argentées), une chanson entraînante et même une chorégraphie simple. Par rapport aux albums ultérieurs d'ABBA, l'accent suédois des chanteurs est nettement plus prononcé dans Waterloo.
Il s'agit de la onzième chanson interprétée lors de la soirée du concours, le 6 avril 1974 à Brighton, au Royaume-Uni, après Korni Grupa (en) qui représentait la Yougoslavie avec Moja generacija et avant Ireen Sheer qui représentait le Luxembourg avec Bye Bye I Love You. À l'issue du vote, elle a obtenu 24 points, se classant 1re sur 17 chansons, devançant de six points la chanson Sì de l'Italienne Gigliola Cinquetti,.

## Réception
La chanson atteint la première place du hit-parade au Royaume-Uni et y est restée pendant deux semaines, devenant le premier des neuf singles numéro un du groupe au Royaume-Uni et le 16e single le plus vendu de l'année au Royaume-Uni,. Elle s'est également classée en tête des hit-parades en Afrique du Sud, en Allemagne de l'Ouest, en Belgique, au Danemark, en Finlande, en Irlande, en Norvège et en Suisse, tout en atteignant le top 3 en Autriche, en Espagne, en France, aux Pays-Bas et dans le pays d'origine d'ABBA, la Suède. La chanson a également passé 11 semaines au Svensktoppen — hit-parade de la Sveriges Radio — du 24 mars au 2 juin 1974, dont 7 semaines à la première place.
En novembre 2021, Waterloo est la onzième chanson d'ABBA la plus vendue au Royaume-Uni, y compris les ventes pures et les flux numériques.
Contrairement à la plupart des chansons gagnantes de l'Eurovision, le succès de la chanson a dépassé les frontières de l'Europe : Waterloo a également atteint le top 10 en Australie, au Canada, en Nouvelle-Zélande, en Rhodésie et aux États-Unis (se classant à la sixième place, leur troisième plus grand succès américain après Dancing Queen, no 1, et Take a Chance on Me, no 3). L'album du même nom, Waterloo, a connu un succès similaire en Europe, bien qu'aux États-Unis il n'ait pas réussi à égaler le succès du single.
Dans une critique de la chanson parue dans le magazine Cash Box il est écrit qu'« il ne s'agit pas de rock effronté, c'est juste du rock solide avec une femme très compétente à l'avant ». Le magazine Record World note que « la chute de Napoléon sera la victoire de ce groupe ».

## Clip vidéo
Le clip de Waterloo a été enregistré en 1974, en même temps que celui de Ring Ring, aux studios SVT de Stockholm, sous la direction de Lasse Hallström. Le groupe y apparaît interprétant la chanson avec ses quatre membres vêtus des mêmes tenues que celles qu'ils portaient lors de leur présentation au Concours Eurovision de la chanson, performance avec laquelle ils ont remporté le concours. 
Le clip vidéo est inclus dans les DVD d'ABBA The Definitive Collection, ABBA Number Ones, ABBA: 16 Hits, ABBA Gold et The Last Video.

## Postérité
Waterloo a été rééditée en 2004 (avec la même face B) pour célébrer le 30e anniversaire de la victoire d'ABBA à l'Eurovision, atteignant la 20e place des charts britanniques.
Le 22 octobre 2005, lors de la célébration du 50e anniversaire du Concours Eurovision de la chanson, Waterloo a été désignée comme la meilleure chanson de l'histoire du concours.
Harry Witchel, physiologiste et expert en musique à l'université de Bristol, a désigné Waterloo comme la quintessence de la chanson de l'Eurovision.
En 2017, le magazine Billboard a classé la chanson en 9e position de sa liste des 15 plus grandes chansons d'ABBA, et en 2021, Rolling Stone l'a classée 10e de sa liste des 25 plus grandes chansons d'ABBA.
Du 23 septembre 2023 au 18 mai 2024, le domaine de la bataille de Waterloo en Belgique accueille une exposition intitulée ABBA: 1974-2024, from Waterloo to the World[source insuffisante]. Le commissaire général de cette exposition est Jean-Marie Potiez, biographe officiel du groupe ABBA. Cette manifestation fait écho au titre Waterloo, que le grand public a pu découvrir le 6 avril 1974, chanson qui allait remporter l'Eurovision. 

## Classements et certifications
| Classement (1974)                       | Meilleure position |
| --------------------------------------- | ------------------ |
| Afrique du Sud (Springbok Top 20)       | 1                  |
| Allemagne de l'Ouest (Media Control)    | 1                  |
| Australie (Kent Music Report)           | 4                  |
| Autriche (Ö3 Austria Top 40)            | 2                  |
| Belgique (Flandre Ultratop 50 Singles)  | 1                  |
| Belgique (Wallonie Ultratop 50 Singles) | 1                  |
| Canada (RPM)                            | 7                  |
| Danemark (IFPI)                         | 1                  |
| Espagne (AFYVE)                         | 3                  |
| États-Unis (Hot 100)                    | 6                  |
| États-Unis (Cash Box Top 100)           | 10                 |
| Finlande (Mitä Suomi soittaa)           | 1                  |
| France (IFOP)                           | 1                  |
| Irlande (IRMA)                          | 1                  |
| Italie (Musica e dischi)                | 15                 |
| Norvège (VG-lista)                      | 1                  |
| Nouvelle-Zélande (Listener)             | 3                  |
| Pays-Bas (Nederlandse Top 40)           | 2                  |
| Pays-Bas (Nationale Hitparade)          | 1                  |
| Rhodésie (Hits of the Week)             | 2                  |
| Royaume-Uni (UK Singles Chart)          | 1                  |
| Suède (Kvällstoppen)                    | 2                  |
| Suisse (Schweizer Hitparade)            | 1                  |

| Classement de fin d'année (1974)     | Position |
| ------------------------------------ | -------- |
| Afrique du Sud (Springbok Top 20)    | 14       |
| Allemagne de l'Ouest (Media Control) | 5        |
| Australie (Kent Music Report)        | 36       |
| Autriche (Ö3 Austria Top 40)         | 7        |
| Belgique (Flandre Ultratop 50)       | 12       |
| Canada (RPM)                         | 67       |
| États-Unis (Billboard)               | 49       |
| États-Unis (Cash Box)                | 84       |
| France (SNEP)                        | 25       |
| Pays-Bas (Nederlandse Top 40)        | 14       |
| Pays-Bas (Nationale Hitparade)       | 12       |
| Royaume-Uni (UK Singles Chart)       | 16       |
| Suisse (Schweizer Hitparade)         | 2        |

### Certifications et ventes
| Région                                   | Certification | Ventes/Streams |
| ---------------------------------------- | ------------- | -------------- |
| Belgique                                 | —             | 200 000        |
| Danemark (IFPI)                          | Or            | 45 000‡        |
| États-Unis                               | —             | 800 000        |
| France (SNEP)                            | Or            | 500 000        |
| Kenya                                    | —             | 10 000         |
| Portugal                                 | —             | 20 000         |
| Royaume-Uni (BPI) Sortie d'origine       | Argent        | 489 000        |
| Royaume-Uni (BPI)                        | Platine       | 600 000‡       |
| Yougoslavie                              | Or            | 100 000        |
| Résumé                                   |               |                |
| Monde                                    |               | 5 000 000      |
| ‡ventes/streaming selon la certification |               |                |

## Culture populaire
ABBA interprète des parties de la chanson en public dans le film Vive ABBA (ABBA: The Movie) sorti en 1977.
En 2015, la chanson est présente dans le film américain Seul sur Mars de Ridley Scott.

## Reprises
En 1986, le groupe britannique Doctor and the Medics, accompagné de Roy Wood, reprend Waterloo qui se classe 45e au Royaume-Uni,.
Dans le film Mamma Mia ! (2008), la chanson est interprétée, pendant le générique de fin, par les principaux acteurs du film (Meryl Streep, Julie Walters, Christine Baranski, Colin Firth, Pierce Brosnan, Stellan Skarsgård et Amanda Seyfried). La chanson est également interprétée dans la suite, Mamma Mia! Here We Go Again, interprétée par Hugh Skinner et Lily James.
Dans la comédie musicale Abbacadabra, la chanson est devenue Gare au loup.
En 2018, Cher reprend la chanson sur son album Dancing Queen.